# Sophus Mads Jørgensen
Sophus Mads Jørgensen (Slagelse, 4 luglio 1837 – Copenaghen, 1º aprile 1914) è stato un chimico danese.
È considerato uno dei fondatori della chimica dei composti di coordinazione, principalmente per essere stato uno dei pionieri della teoria delle catene, ed è noto per i dibattiti avuti con Alfred Werner tra il 1893 e il 1899. Sebbene le teorie di Jørgensen sulla chimica di coordinazione si siano rivelate errate, il suo lavoro sperimentale ha fornito gran parte della base per le teorie di Werner. Jørgensen ha inoltre dato importanti contributi alla chimica dei composti di platino e rodio. Jørgensen è stato membro del consiglio della Fondazione Carlsberg dal 1885 fino alla sua morte, nel 1914, ed è stato eletto membro dell'Accademia reale svedese delle scienze nel 1899. Fu candidato al premio Nobel per la chimica nel 1907.